# Weidaer Jute-Spinnerei und Weberei
Die Weidaer Jute-Spinnerei und Weberei war ein deutsches Unternehmen der Textilindustrie in der Rechtsform einer Aktiengesellschaft mit Sitz in Weida, das von 1897 bis mindestens 1952 bestand.

## Unternehmensgeschichte

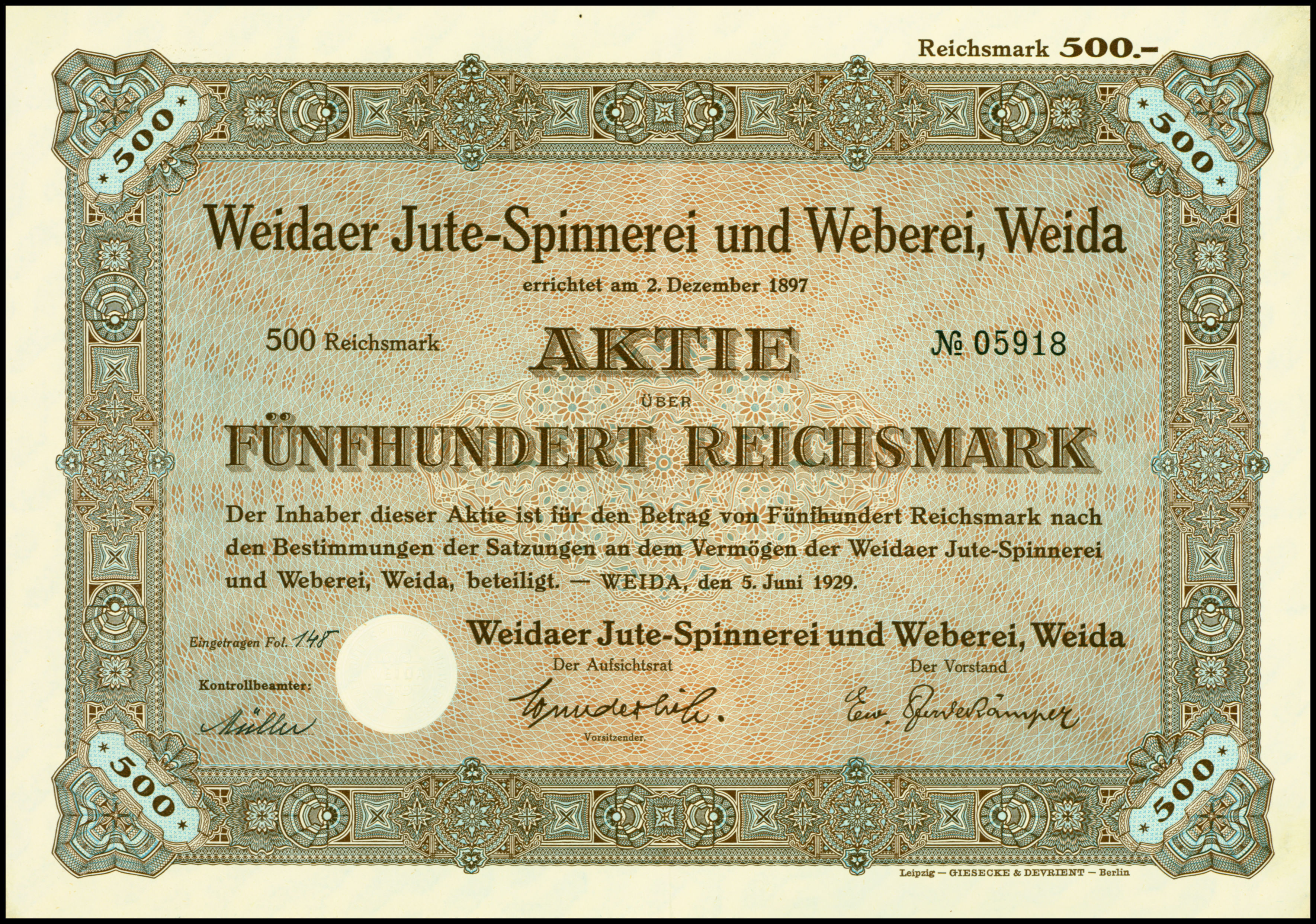
Aktie über 500 RM der Weidaer Jute-Spinnerei und Weberei vom 5. Juni 1929

Das Unternehmen wurde am 2. Dezember 1897 mit einem Aktienkapital von 1,2 Millionen Mark gegründet. Die neu erbaute Fabrik mit 7.024 Spindeln und 311 Webstühlen konnte im März 1899 in Betrieb genommen werden. Im Jahr 1900 wurde das Aktienkapital auf 1,8 Millionen Mark erhöht, bis 1914 wurde mindestens ein Erweiterungsbau ausgeführt. Von 1899 bis 1913 lagen die Dividenden zwischen 2,5 % und 10 %. Bedingt durch die deutsche Inflation wurde das Aktienkapital 1920 auf 4 Millionen Mark erhöht und nach der Währungsreform im Juni 1924 auf 2 Millionen Reichsmark (RM) umgestellt. 1924 und 1925 wurden 4 % bzw. 5 % Dividende ausgeschüttet, 1928 und 1929 6 % bzw. 8 %; 1926 und 1927 erhielten die Aktionäre keine Dividenden.
Wenige Monate vor Ausbruch der Weltwirtschaftskrise übernahm das Unternehmen im Mai 1929 durch Fusion die Geraer Jute-Spinnerei und Weberei AG in Triebes, deren Werk mit 11.440 Spindeln und 419 Webstühlen etwas größer war als das Weidaer Werk mit inzwischen 9624 Spindeln und 339 Webstühlen. Für diese Übernahme wurde das Aktienkapital auf 3 Millionen RM erhöht. Das Werk in Triebes wurde aber im Juli 1931 wegen mangelnder Rentabilität stillgelegt, das Stammwerk in Weida war dennoch im Mai 1932 nur noch zu 70 % ausgelastet. Trotz der zunehmenden wirtschaftlichen Schwierigkeiten bildete die Weidaer Jute-Spinnerei und Weberei AG mit drei weiteren deutschen Jute verarbeitenden Unternehmen 1931 ein Konsortium zur Übernahme einer Aktienmehrheit der Braunschweigischen AG für Jute- und Flachs-Industrie. Im weiteren Verlauf der Weltwirtschaftskrise übernahm 1932 die Braunschweigische AG für Jute- und Flachs-Industrie ihrerseits einen weiteren Konkurrenten, die Deutsche Jute-Spinnerei und Weberei AG in Meißen. Das Aktienkapital der Weidaer Jute-Spinnerei und Weberei AG wurde im April 1932 durch Einziehung von Aktien aus eigenem Besitz auf 2,75 Millionen RM herabgesetzt.
1945 arbeiteten über 1000 Arbeiter in dem Betrieb. 1949 wurde das Unternehmen enteignet und das Werk in Weida als Volkseigener Betrieb weitergeführt (VEB Thüringer Jutewerke Weida, ab 1969 VEB Textile Verpackungsmittel (Betrieb im Kombinat Technische Textilien)). 1990 wurde die Produktion in Weida eingestellt. 
Das Unternehmen selbst verlegte zum 7. September 1951 seinen Sitz nach Frankfurt am Main, das Aktienkapital wurde im Mai 1952 offiziell auf 247.040 DM umgestellt. Welche Vermögenswerte das Unternehmen zu diesem Zeitpunkt noch real besaß, ist unklar.

## Persönlichkeiten
- Ewald Pferdekämper (* 5. Juni 1865) war um 1914 Alleinvorstand und 1929 Vorstandsmitglied des Unternehmens, er führte dabei den Titel Generaldirektor. Er wurde (vor 1919) mit dem Ehrentitel eines Geheimen Kommerzienrats ausgezeichnet.[2] Zwischen 1929 und 1932 wechselte er als Vorsitzender in den Aufsichtsrat, im Vorstand saßen nun Walter Pferdekämper und Ewald Pferdekämper jun., von denen letzterer auch noch 1943 amtierte.[3]
- Hermann Geithner (* 4. Juli 1875 in Weida) war 1914 einer von drei Prokuristen und 1929 Vorstandsmitglied (Direktor). Er absolvierte nach der Volksschule eine Lehre in der Damenstoffweberei Gebrüder Pfeiffer in Weida. Danach war er mehrere Jahre in verschiedenen Kammgarnspinnereien tätig. Ab 1899 war er in der Weidaer Jute-Spinnerei tätig, im Ein- und Verkauf sowie in Finanz- und Steuerfragen. Geithner war zudem Vorsitzender des Aufsichtsrats der Braugemeinde Weida eGmbH.[4]